# Бунятинский сельский округ
Бунятинский сельский округ — упразднённая административно-территориальная единица, существовавшая на территории Дмитровского района Московской области в 1994—2006 годах. Центр — деревня Бунятино.
Бунятинский сельсовет был образован в первые годы советской власти. По данным 1918 года он входил в состав Синьковской волости Дмитровского уезда Московской губернии.
В 1923 году к Бунятинскому с/с был присоединён Шульгинский с/с.
В 1927 году из Бунятинского с/с был выделен Хвостовский с/с.
В 1926 году Бунятинский с/с включал деревни Абрамцево, Бунятино, Мисиново, Насоново, Шульгино.
В 1929 году Бунятинский с/с был отнесён к Дмитровскому району Московского округа Московской области.
27 февраля 1935 года Бунятинский с/с был передан в Коммунистический район.
4 января 1952 года из Синьковского с/с в Бунятинский было передано селение Хвостово, а из Ведерницкого с/с — селение Горицы.
14 июня 1954 года к Бунятинскому с/с был присоединён Ведерницкий с/с.
7 декабря 1957 года Коммунистический район был упразднён и Бунятинский с/с был возвращён в Дмитровский район.
27 августа 1958 года из упразднённого Синьковского с/с в Бунятинский были переданы селения Арбузово, Лишенино, Нестерово, Поповское и Синьково.
20 августа 1960 года из Бунятинского с/с в Большерогачёвский были переданы селения Абрамцево, Ащерино, Бунятино, Ведерницы, Голяди, Горицы, Малое Телешово, Мисиново, Насоново, Садниково, Хвостово, Шульгино и Юркино. При этом Бунятинский с/с был переименован в новый Синьковский с/с, в состав которого вошли селения Арбузово, Лишенино, Нестерово, Поповское и Синьково.
27 марта 1991 года Бунятинский с/с был восстановлен путём выделения из Большерогачёвского с/с. В его состав вошли селения Абрамцево,  Ащерино, Бунятино, Ведерницы, Голяди, Горицы, Курьково, Малое Телешово, Микляево, Мисиново, Насоново, Подвязново, Садниково, Хвостово, Черны, Шульгино и Юркино.
3 февраля 1994 года Бунятинский с/с был преобразован в Бунятинский сельский округ.
В ходе муниципальной реформы 2004—2005 годов Бунятинский сельский округ прекратил своё существование как муниципальная единица. При этом все его населённые пункты были переданы в сельское поселение Синьковское.
29 ноября 2006 года Бунятинский сельский округ исключён из учётных данных административно-территориальных и территориальных единиц Московской области.